# Ли, Вирджиния
Вирджиния Ли (англ. Virginia Lee; род. 6 апреля 1965, Сидней) — австралийская гребчиха, выступавшая за сборную Австралии по академической гребле в период 1986—2000 годов. Бронзовая призёрка летних Олимпийских игр в Атланте, чемпионка мира, победительница и призёрка многих регат национального значения.

## Биография
Вирджиния Ли родилась 6 апреля 1965 года в Сиднее, Австралия.
Занималась академической греблей в сиднейском гребном клубе Mosman Rowing Club.
Дебютировала на взрослом международном уровне в сезоне 1986 года, когда вошла в основной состав австралийской национальной сборной и выступила на чемпионате мира в Ноттингеме, где заняла четвёртое место в зачёте распашных безрульных четвёрок лёгкого веса. В том же сезоне выиграла серебряную медаль на Играх Содружества в Эдинбурге.
В 1987 году на мировом первенстве в Копенгагене вновь финишировала четвёртой в той же дисциплине.
На чемпионате мира 1992 года в Монреале одержала победу в лёгких безрульных четвёрках.
В 1993 году на мировом первенстве в Рачице снова показала четвёртый результат в безрульных четвёрках лёгкого веса.
На чемпионате мира 1994 года в Индианаполисе стартовала в лёгких парных двойках и сумела квалифицироваться лишь в утешительный финал B. Год спустя на аналогичных соревнованиях в Тампере стала четвёртой в парных двойках и не показала никакого результата в безрульных четвёрках.
Благодаря череде удачных выступлений удостоилась права защищать честь страны на летних Олимпийских играх 1996 года в Атланте — вместе с напарницей Ребеккой Джойс пришла к финишу третьей в программе парных двоек лёгкого веса, пропустив вперёд только экипажи из Румынии и США — тем самым завоевала бронзовую олимпийскую медаль.
После атлантской Олимпиады Ли осталась в составе гребной команды Австралии на ещё один олимпийский цикл и продолжила принимать участие в крупнейших международных регатах. Так, в 1999 году она побывала на чемпионате мира в Сент-Катаринсе, откуда привезла награду бронзового достоинства, выигранную в зачёте лёгких парных двоек — уступила здесь румынской и американской командам.
Находясь в числе лидеров австралийской национальной сборной, благополучно прошла отбор на домашние Олимпийские игры 2000 года в Сиднее — на сей раз попасть в число призёров не смогла, финишировала в лёгких парных двойках четвёртой. Вскоре по окончании этих соревнований приняла решение завершить спортивную карьеру.